# Mark Heese
Mark Heese (Toronto, 15 de agosto de 1969) es un deportista canadiense que compitió en voleibol, en la modalidad de playa.
Participó en tres Juegos Olímpicos de Verano, obteniendo una medalla de bronce en Atlanta 1996 (haciendo pareja con John Child), el quinto lugar en Sídney 2000 y el quinto lugar en Atenas 2004.

## Palmarés internacional
| Juegos Olímpicos | Juegos Olímpicos         | Juegos Olímpicos  | Juegos Olímpicos |
| Año              | Lugar                    | Medalla           | Pareja           |
| ---------------- | ------------------------ | ----------------- | ---------------- |
| 1996             | Atlanta (Estados Unidos) | Medalla de bronce | John Child       |